# U-394 (tàu ngầm Đức)
U-394 là một tàu ngầm tấn công  Lớp Type VII thuộc phân lớp Type VIIC được Hải quân Đức Quốc Xã chế tạo trong Chiến tranh Thế giới thứ hai. Nhập biên chế năm 1943, nó chỉ thực hiện được hai chuyến tuần tra và không đánh chìm được mục tiêu nào. Trong chuyến tuần tra cuối cùng, U-394 bị tàu chiến và máy bay Hải quân Hoàng gia Anh đánh chìm trong biển Na Uy vào ngày 2 tháng 9, 1944.

## Thiết kế và chế tạo

### Thiết kế

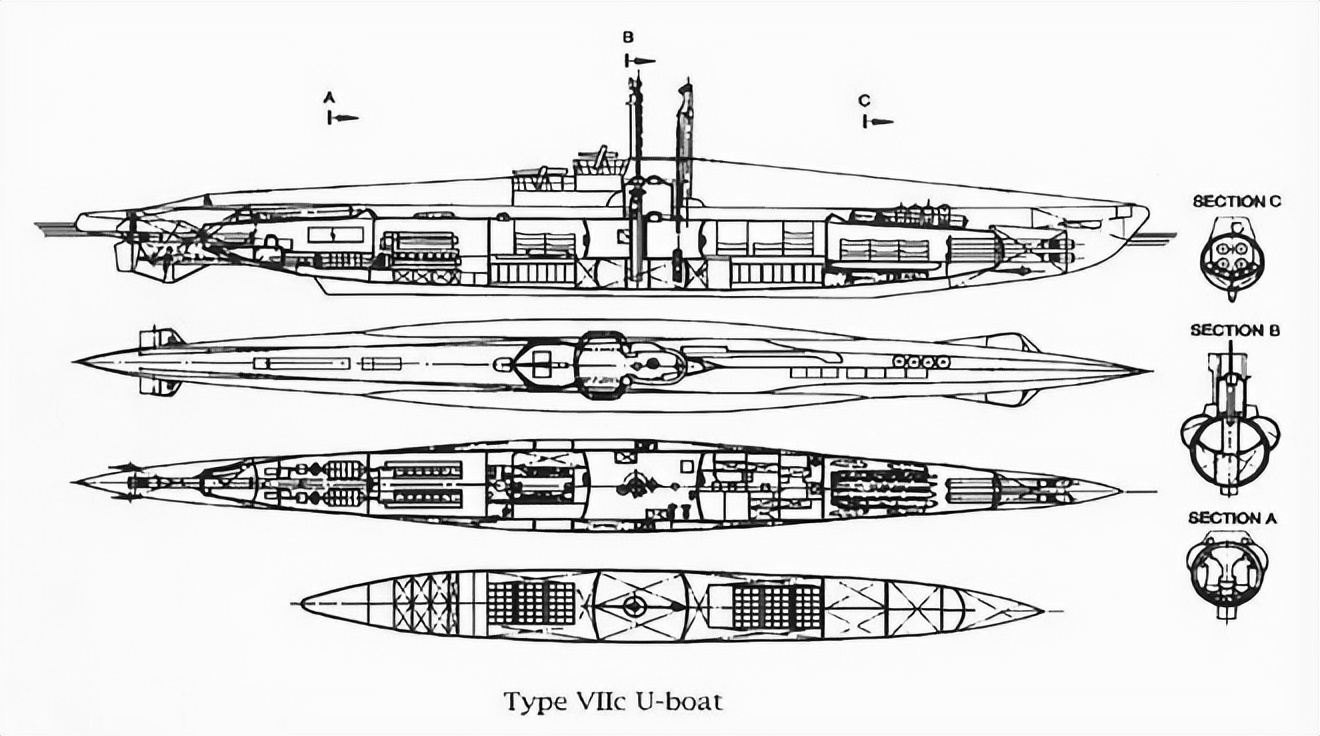
Sơ đồ các mặt cắt một tàu ngầm Type VIIC

Phân lớp VIIC của Tàu ngầm Type VII là một phiên bản VIIB được kéo dài thêm. Chúng có trọng lượng choán nước 769 t (757 tấn Anh) khi nổi và 871 t (857 tấn Anh) khi lặn). Con tàu có chiều dài chung 67,10 m (220 ft 2 in), lớp vỏ trong chịu áp lực dài 50,50 m (165 ft 8 in), mạn tàu rộng 6,20 m (20 ft 4 in), chiều cao 9,60 m (31 ft 6 in) và mớn nước 4,74 m (15 ft 7 in).
Chúng trang bị hai động cơ diesel Germaniawerft F46 siêu tăng áp 6-xy lanh 4 thì, tổng công suất 2.800–3.200 PS (2.100–2.400 kW; 2.800–3.200 bhp), dẫn động hai trục chân vịt đường kính 1,23 m (4,0 ft), cho phép đạt tốc độ tối đa 17,7 kn (32,8 km/h), và tầm hoạt động tối đa 8.500 nmi (15.700 km) khi đi tốc độ đường trường 10 kn (19 km/h). Khi đi ngầm dưới nước, chúng sử dụng hai động cơ/máy phát điện Garbe, Lahmeyer & Co. RP 137/c  tổng công suất 750 PS (550 kW; 740 shp). Tốc độ tối đa khi lặn là 7,6 kn (14,1 km/h), và tầm hoạt động 80 nmi (150 km) ở tốc độ 4 kn (7,4 km/h). Con tàu có khả năng lặn sâu đến 230 m (750 ft).
Vũ khí trang bị có năm ống phóng ngư lôi 53,3 cm (21 in), bao gồm bốn ống trước mũi và một ống phía đuôi, và mang theo tổng cộng 14 quả ngư lôi, hoặc tối đa 22 quả thủy lôi TMA, hoặc 33 quả TMB. Tàu ngầm Type VIIC bố trí một hải pháo 8,8 cm SK C/35 cùng một pháo phòng không 2 cm (0,79 in) trên boong tàu. Thủy thủ đoàn bao gồm 4 sĩ quan và 40-56 thủy thủ.

### Chế tạo
U-394 được đặt hàng vào ngày 20 tháng 1, 1941, và được đặt lườn tại xưởng tàu của hãng Howaldtswerke ở Kiel vào ngày 31 tháng 1, 1942. Nó được hạ thủy vào ngày 19 tháng 6, 1943, và nhập biên chế cùng Hải quân Đức Quốc Xã vào ngày 7 tháng 8, 1943 dưới quyền chỉ huy của Hạm trưởng, Trung úy Hải quân Ernst-Günther Unterhorst.

## Lịch sử hoạt động
U-394 tiến hành huấn luyện trong thành phần Chi hạm đội U-boat 5 từ ngày 7 tháng 8, 1943, và được điều sang Chi hạm đội U-boat 1 từ ngày 1 tháng 10, 1944 để hoạt động trên tuyến đầu. Nó lại được điều sang Chi hạm đội U-boat 11 từ ngày 1 tháng 6, 1944.

### Chuyến tuần tra thứ nhất
Trong tháng 4 và tháng 5, 1944, U-394 lần lượt di chuyển từ Kiel, Đức đến các cảng Arendal (Đông Bắc Kristiansand), Bergen và Narvik thuộc Na Uy. Nó khởi hành từ cảng Narvik vào ngày 1 tháng 6 cho chuyến tuần tra đầu tiên trong chiến tranh, và hoạt động trong vùng biển Na Uy về phía Đông Bắc Iceland. Chiếc tàu ngầm không đánh chìm được mục tiêu nào, và kết thúc chuyến tuần tra khi quay về cảng Hammerfest, Na Uy vào ngày 8 tháng 7.

### Chuyến tuần tra thứ hai – Bị mất
U-394 xuất phát từ cảng Hammerfest vào ngày 27 tháng 7 cho chuyến tuần tra thứ hai, cũng là chuyến cuối cùng, để tiếp tục hoạt động xa hơn về phía Bắc trong biển Na Uy. Vào ngày 2 tháng 9, ở vị trí về phía Đông Nam đảo Jan Mayen, nó bị tấn công bằng rocket và mìn sâu phóng từ một máy bay ném bom-ngư lôi Fairey Swordfish thuộc Liên Đội 825 Không lực Hải quân Hoàng gia, xuất phát từ tàu sân bay hộ tống HMS Vindex), phối hợp cùng các tàu khu trục HMS Keppel và HMS Whitehall cùng các tàu sà lúp HMS Mermaid và HMS Peacock. U-394 bị đánh chìm tại tọa độ 69°47′B 04°10′Đ / 69,783°B 4,167°Đ; toàn bộ 50 thành viên thủy thủ đoàn của U-394 đều tử trận.

### "Bầy sói" tham gia
U-394 từng tham gia hai bầy sói:
- Trutz (2 tháng 6 – 6 tháng 7, 1944)
- Trutz (17 tháng 8 – 2 tháng 9, 1944)